# رکونکیستا
رکونکیستا (به اسپانیایی: Reconquista) شهری در کشور آرژانتین، استان سانتا فه است که در سال ۲۰۰۹ میلادی، حدود ۸۲٬۸۹۲ نفر جمعیت داشته است.